# Sorde-l'Abbaye
Sorde-l'Abbaye (en occitano Sòrda l'Abadia) es una comuna francesa, situada en el departamento de las Landas, en la región de Aquitania, en el suroeste de Francia.
Es una etapa de peregrinaje del Camino de Santiago, en la llamada Via Turonensis y la abadía de Saint-Jean se encuentra incluida como parte del lugar Patrimonio de la Humanidad llamado «Caminos de Santiago de Compostela en Francia» (Código 868-013). En la misma se conservan pavimentos de mosaico de mármol de la época galorromana (siglo III). Los fragmentos se descubrieron hacia el año 1870, pero la mayor parte se sacó a la luz a partir de 1957, especialmente después de una campaña organizada desde 1958 hasta 1966 gracias a la ayuda de Charles Barrieu. 

## Demografía
| 1 216                     | 1 197 | 1 285 | 1 358 | 1 386 | 1 437 | 1 417 | 1 314 | 1 165 | 1 180 | 1 196 | 1 107 | 1 148 | 1 138 | 1 106 | 1 126 | 1 029 | 1 031 | 1 043 | 961 | 834 | 776 | 729 | 721 | 657 | 650 | 646 | 637 | 616 | 572 | 569 | 535 | 642 |
| (Fuente: INSEE y Cassini) |       |       |       |       |       |       |       |       |       |       |       |       |       |       |       |       |       |       |     |     |     |     |     |     |     |     |     |     |     |     |     |     |